# YG 엔터테인먼트
YG 엔터테인먼트(영어: YG Entertainment)는 서태지와 아이들의 멤버였던 양현석이 그룹 해체 후 창립한 연예 기획사이다. 본사는 서울특별시 마포구 희우정로1길 7에 있다. 2009년부터는 연기자 매니지먼트를 본격적으로 시작하였고 2014년 다수의 스타급 연기자들을 영입하면서 종합 엔터테인먼트사로서의 역량을 한층 더 강화하고 있다. 2011년 11월 23일 엔터테인먼트 기업으로서는 SM 엔터테인먼트에 이어 역대 두 번째로 코스닥 직상장에 성공하였다. 2025년부터는 연기자 매니지먼트를 정리하였다.

## 회사 정보

### 기본 정보
- 회사명(국문) : 주식회사 와이지엔터테인먼트(회사의 법적 및 상업적 명칭), 주식회사 와이지 엔터테인먼트(정관의 상호)
  - 회사명(영문) : YG Entertainment Inc.
- 회사의 형태 : 주식회사, 중견기업, 외부감사법인, 코스닥시장상장법인, 연예 기획사
- 회사의 설립년월일 : 1998년 2월 24일
  - 회사의 설립자 : 양현석
- 본사의 주소 :  대한민국 서울특별시 마포구 희우정로 1길 7 (주)와이지엔터테인먼트
- 회사의 주목적 : 음악 및 기타 오디오물 출판, 신인 아티스트의 육성 및 매니지먼트 등
- 중소기업 해당 여부 : 중소기업기본법 제2조 및 중소기업기본법 시행령 제3조에 의거 해당하지 않음.
- 상장 분류 : 코스닥시장
- 종목코드 : 122870
- 상장일자 : 2011년 11월 23일 직 상장
- 공식 홈페이지 : (주)와이지엔터테인먼트 공식 홈페이지
- 공시의 공고처 : 공시의 공고는 YG 엔터테인먼트의 공식 홈페이지(www.ygfamily.com)에 공고하며, 전산장애 또는 그 밖의 부득이한
 사유로 회사의 인터넷 홈페이지에 공고를 할 수 없는 때에는 서울특별시에서 발행되는 매일경제신문에 한다.
- 설립시에 발행한 주식의 총수 : 10,000주의 주식을 발행하기로 한다. (1주의 금액 5,000원 기준)
- 직전사업년도 사업보고서의 정관 상 발행예정 주식의 총수 : 당 회사가 발행할 주식의 총수는 50,000,000주로 한다.
- 사업년도(결산월) : 당 회사의 사업년도는 매년 1월 1일부터 동년 12월 31일까지로 한다.
- 회사의 소속 집단 : YG엔터테인먼트그룹(계열회사), 전국경제인연합회(회원사), 사단법인 한국연예매니지먼트협회(회원사), 대한상공회의소(회원사), 코스닥협회(회원사)

### 재무의 정보
YG 엔터테인먼트는 서태지와 아이들의 멤버였던 양현석이 그룹 해체 후 창립한 연예 기획사이다. 본사는 서울특별시 마포구 희우정로1길 7에 있다. 2009년부터는 연기자 매니지먼트를 본격적으로 시작하였고 2014년 다수의 스타급 연기자들을 영입하면서 종합 엔터테인먼트사로서의 역량을 한층 더 강화하고 있다. 2011년 11월 23일 엔터테인먼트 기업으로서는 SM 엔터테인먼트에 이어 역대 두 번째로 코스닥 직상장에 성공하였다.
당해사업년도(2015년 1월 1일~2015년 12월 31일) 연결재무제표
해당 재무제표는, 2016년 3월 25일에 열린 제 18 기 정기주주총회에서 승인된 재무제표이다.
- 자본금(납입 자본금) : 7,685,794,000원
  - 자본총계 : 269,276,243,937원
- 자산총계 : 375,356,133,225원
- 부채총계 : 106,079,889,288원
- 영업수익(매출액) : 193,112,056,418원
- 영업이익 : 21,811,698,913원
- 법인세차감전계속사업이익 : 33,204,351,418원
- 당기순이익 : 23,977,549,879원
- 지배기업 소유주지분 순이익 : 27,905,386,438원
- 연결대상 종속회사 수(단위 : 사) : 15
- 주요종속회사 수(단위 : 사) : 1

### 시가총액
- 2016년 3월 29일, KRX 한국거래소의 집계 기준 와이지엔터테인먼트(122870)의 코스닥 시가총액은 582,482,000,000원이다.

#### 시가총액의 순위
- 2016년 3월 29일, KRX 한국거래소의 집계 기준 와이지엔터테인먼트(122870)의 코스닥 시가총액 순위는 55위이다

## 역사

### 초창기
1990년대 대한민국 대중가요사에 한 획을 그었던 그룹 서태지와 아이들의 멤버였던 양현석은 1996년 1월 그룹 해체 후 현기획을 세우고 후배 양성을 시작했다. 그의 첫 결과물로 킵식스를 데뷔시켰으나 예상보다 저조한 실적을 거두었으며 양현석은 이 같은 자금난을 극복하기 위해 솔로 1집을 내고 활동했다. 하지만 양현석은 1997년 2월 현기획을 MF기획으로 이름을 바꾸고 2인조 남성 힙합그룹인 지누션을 선보였다. 지누션은 대중적으로 큰 성공을 거두었으며, 이는 MF기획이 차후 흑인 음악 전문 레이블로 탈바꿈할 수 있는 기반이 되었다. 1998년, 지누션에 이어 데뷔한 4인조 남성 힙합그룹 원타임 역시 큰 성공을 거뒀고 양현석은 그 해 2월 24일 MF기획을 법인 전환해 양군기획으로 성장시켰다.
지누션, 원타임의 연이은 성공으로 입지를 확고히 다진 양군기획은 1999년 소속 아티스트들을 모아 YG Family라는 일종의 프로젝트 팀을 결성하여 활동하기도 하였다. 이들의 활동곡 〈우리는 YG Family〉는 대중들에게서 좋은 평을 얻어 추후 YG 엔터테인먼트의 활동에 원동력이 되었다. 이들은 2002년 다시 뭉쳐 2집 앨범을 발매, 타이틀 곡 <멋쟁이 신사> 로 가요프로그램 1위를 수상하기도 했다.
2001년 5월 양군기획은 양현석이 서태지와 아이들 시절 불리었던 애칭인 양군의 영문 이니셜을 따서 YG 엔터테인먼트로 사명을 바꾸었다. 이후 2003년에는 남성 솔로 아이돌 가수인 세븐과 여성 래퍼인 렉시를 데뷔시켜 큰 성공을 거두었고 R&B 전문 레이블인 엠보트 (M-Boat)와 제휴하여 2007년 초까지 휘성을 시작으로 거미, 빅마마 등을 데뷔시켜 역시 큰 성공을 거두었다. 2005년에는 실력있는 언더그라운드 아티스트들을 발굴하여 가요계에 데뷔시키는 YG 언더그라운드를 부속 레이블로 설립하여 45RPM, 스토니 스컹크, 그리고 YMGA 등의 그룹이 활동하는 데 큰 힘을 불어넣어 주기도 하였다. YG는 가수 이외에도 박한별, 구혜선 등의 연기자들을 배출하기도 하였지만 2005년 10월, 양현석이 가수와 음반 기획에만 전념하겠다고 밝히면서 연기자 매니지먼트는 한동안 중단되기도 하였다. 2006년에는 5인조 그룹인 빅뱅 (BIG BANG)을 배출하여 대한민국을 대표하는 아이돌 그룹 중 하나로 만들었으며 매니아들에게 음악성을 인정받기도 하였다. 2007년에는 일본에 YG JAPAN을 설립하였고 미국에도 YG AMERICA를 설립하겠다고 밝혔으며, 실제로 세븐과 빅뱅의 일본 데뷔, 그리고 스토니 스컹크 스컬의 미국 언더그라운드 데뷔를 성사시켰다. 세븐의 경우는 유명 기획사인 RQM(영어: Red Queen Media)와 YG 엔터테인먼트가 같이 협력하여 완성도 높은 미국 데뷔를 위하여 조용하면서도 심혈을 기울인 진행을 했었던 것으로 알려져 있다.

### 2008년 ~ 2012년
2008년~2009년에는 기존 가수들의 꾸준한 활동을 지원함과 동시에 YMGA 데뷔가 있었으며, 또 첫 외부 앨범 작업으로 엄정화의 새 앨범을 프로듀싱하였으며, 5월 19일에는 YG 오디션 동영상 사이트를 새로 오픈하였고 힙합전문 웹진인 YG 바운스(YG BOUNCE) 인터넷 서비스를 시작하였다. 2009년 초에는 소속 연기자인 구혜선이 주연으로 출연한 드라마 《꽃보다 남자》가 흥행에 크게 성공하면서 2005년부터 사실상 중단되어 왔던 연기자 매니지먼트를 본격 재개하게 되었다. 그 해 5월에는 "여자 빅뱅"으로 불리는 4인조 여성그룹 2NE1 (투애니원)을 데뷔시켜 가요계에 적지 않은 반향을 일으켰고, 이들을 필두로 계속해서 활발한 활동을 이어갔으며 해외에서도 일본에서는 빅뱅, 미국에서는 세븐을 중심으로 계속해서 활동을 이어나갔다.
2010년 3월에는 YG사옥을 합정동 소재의 신사옥으로 이전하였고, 2NE1과 빅뱅을 중심으로 활동하였으며 두 그룹을 통해 많은 팬들에게 음악성을 인정받았다. 하지만 지드래곤의 솔로 앨범의 여러 곡이 표절 시비에 걸리면서 YG 엔터테인먼트 내의 작곡가들의 실력이 화두가 되었고, 이에 대해 소니 뮤직 코리아가 공개적으로 표절이 의심된다는 입장을 밝히면서 문제가 커지기도 하였다. 이후 양현석의 홈페이지를 통한 공식 해명과 플로라이다가 내한때 지드래곤의 '하트브레이커'는 표절이 아니라고 직접 발언하는 등 해명을 위한 움직임이 있었다. 이런 어려움에도 YG 엔터테인먼트는 2NE1, 빅뱅, 세븐, 거미 등의 가수를 컴백시키면서 활동을 이어나갔고 특히 빅뱅이 일본에서 인정받은 데 이어 2NE1이 미국의 유명그룹 블랙 아이드 피스의 리더 윌 아이 앰에게 러브콜을 받아 미국에서 함께 음악작업을 하기도 하였다.
2011년 7월에는 YG 아티스트들의 원활한 일본 활동을 위하여 일본 최대 기획사로 꼽히는 AVEX와 손잡고 YGEX라는 합작 레이블을 만들었다. 2011년 YG 엔터테인먼트의 주 활동 그룹은 빅뱅, 2NE1 등이었으며 코스닥 시장 상장을 앞두고 주 수입원이 빅뱅과 2NE1에 치우쳐진 점이 약점으로 부각돼 가수 라인업 추가 필요성이 짙어지던 시점에 래퍼이자 싱어송라이터인 싸이와 에픽하이의 타블로를 영입하게 된다. 특히 타진요 사건 이후 컴백이 불투명했던 타블로가 2011년 말 YG에 합류한 것이 화제가 되었다. 이후 에픽하이의 나머지 멤버 DJ 투컷, 미쓰라 진이 추가로 전속 계약을 맺으면서 에픽하이 전체 멤버가 모두 영입되었다. 12월에는 YG의 수장인 양현석이 이듬해 초까지 방송된 SBS 오디션 프로그램 K팝 스타에 직접 심사위원으로 출연하면서 대중들에게 더 친밀하게 다가가기도 하였다. 이 한 해 동안 YG는 대성의 교통 사고 사건과 지드래곤의 대마초 흡연 사건 등으로 몸살을 앓기도 했으나 그들이 내놓은 앨범이 연이은 성공을 거두어 매출로는 성공 가도를 이어나갔다.
2012년에도 빅뱅과 2NE1을 중심으로 활발한 활동을 전개해나갔으며 그 해 초 YG는 점차 광범위해져가는 소속 아티스트들의 해외 진출을 원활하게 돕기 위해 미국과 홍콩에 각각 YG USA와 YG ASIA 지사를 설립하였다. 그리고 6월에는 연예기획사로는 최초로 패션기업인 제일모직과 손을 잡고 패션 브랜드를 론칭하겠다는 계획을 밝혀 업계 관계자들의 주목을 받았다.
2012년 7월, 싸이가 YG 이적 이후의 두 번째 정규 앨범이자 본인의 여섯번째 정규 앨범인 《싸이6甲 Part 1》을 발표, 타이틀곡 〈강남 스타일〉로 활동하였는데 유튜브 영상으로 올라간 뮤직비디오가 2012년 12월까지 전 세계적으로 10억 회 이상의 조회수를 기록하여 가장 많이 조회된 유튜브 영상으로 기네스북에 등재되었고, 저스틴 비버의 매니저로 유명한 스쿠터 브라운은 물론 영화배우 로빈 윌리엄스, 가수 티-페인, 넬리 퍼타도, 케이티 페리 등 많은 유명인들이 호감을 표시하는 등 해외에서 큰 인기를 얻으면서 화제가 되었다. 8월, 싸이는 미국으로 건너가 저스틴 비버의 프로듀서인 스쿠터 브라운와 만남을 가졌으며 곧바로 해외 진출을 준비하였다. 이 일은 네티즌들에게 "강제 진출"이란 농담섞인 호평을 받았으며 결국 《강남 스타일》 이 국내 가수로는 최초로 빌보드 메인차트 중 하나인 빌보드 핫 100 차트 2위까지 오르는 기록을 세웠다.
2012년 10월에는 양현석이 심사위원으로 나섰던 오디션 프로그램 SBS K팝 스타에서 영입한 이하이가 정식데뷔하였다.

### 2013년 이후
2013년 4월, 싸이는 후속곡 《젠틀맨》을 발표하였고 비록 전 세계적 신드롬을 일으켰던 《강남 스타일》의 인기에는 미치지 못했지만 《강남 스타일》보다 유튜브 조회수가 빠르게 상승하면서 빌보드 핫 100 메인 싱글차트에 12위로 첫 진입하여 최고 5위까지 올라가는 등 나름의 의미있는 성과를 거두었다. 2012년 11월부터 방송됐던 K팝 스타 2에 참여했던 양현석은 2013년 5월과 6월에 우승자 악동뮤지션과 준우승자 방예담을 차례로 영입하였다. 6월과 7, 8월에 걸쳐 신인 강승윤의 솔로 데뷔앨범인 <비가온다> <와일드앤영> <맘도둑>을 차례로 발표했으며 2NE1의 컴백 싱글 및 CL의 솔로 컴백, 9월에는 승리의 2번째 미니앨범 및 지드래곤의 두 번째 정규앨범 활동이 있었다. 한편 8월 23일부터는 10주간 Mnet 및 tvN을 통해 YG의 신인 보이그룹을 시청자들의 투표로 결정하게 하는 프로그램 W.I.N. (Who is Next)을 방영하였다. A팀과 B팀이라는 이름 아래 두 팀이 맞붙은 이 프로그램은 10월 25일, 100% 시청자 투표로 데뷔팀이 결정되는 생방송 서바이벌 경연을 펼쳐 슈퍼스타K 2 출신 강승윤과 K팝 스타 출신 이승훈이 소속된 A팀이 최종 우승을 차지했다. A팀은 위너(WINNER)로 데뷔했고, 괴물신인으로 떠오르며 데뷔 5일만에 음악방송 1위를 했다. 이후, B팀은 정찬우를 영입하여 아이콘(IKON)으로 데뷔했다. 2016년 새 걸그룹 블랙핑크가 데뷔했다. 2017년 4월 《K팝 스타 시즌6》에서 17위를 기록한 한별을 영입했다. 가수가 아닌 영화배우로 전향을 옮겼다. 시즌6 우승자인 보이프렌드와는 논의를 했지만 김종섭만 영입했다. 박현진은 YG에 들어갔다가 얼마 되지 않아 음악적 성향 차이를 이유로 YG를 퇴사했으며, 스타쉽 엔터테인먼트로 이적했다. 2020년 새 보이그룹 트레저가 데뷔를 하였다. 2022년 빅뱅 (T.O.P, 태양, 대성)과 iKON이 계약 만료로 YG를 퇴사하였다. 2023년 새 걸그룹 베이비몬스터가 데뷔를 하였다. 2024년 YG의 첫 번째 걸그룹 2EN1 재결성을 밝혔으며 2025년 블랙핑크의 컴백도 밝혔다.

## 현재 소속사 아티스트
| 이름        | 직업 | 구성원                                                                     | 리더         | 데뷔   | 비고 |
| ----------- | ---- | -------------------------------------------------------------------------- | ------------ | ------ | ---- |
| 션          | 가수 | -                                                                          | -            | 1997년 | 이사 |
| 은지원      | 가수 | -                                                                          | -            | 1997년 |      |
| AKMU        | 가수 | 이찬혁, 이수현                                                             | 이찬혁       | 2013년 |      |
| WINNER      | 가수 | 송민호, 김진우, 강승윤, 이승훈                                             | 강승윤       | 2014년 |      |
| 블랙핑크    | 가수 | 타 소속사 : 지수, 제니, 로제, 리사                                         | 리더 없음    | 2016년 |      |
| 트레저      | 가수 | 윤재혁, 하루토, 소정환, 준규, 박정우, 최현석, 김도영, 요시, 박지훈, 아사히 | 준규, 아사히 | 2020년 |      |
| BABYMONSTER | 가수 | 라미, 루카, 아사, 아현, 로라, 치키타, 파리타                               | 리더 없음    | 2024년 |      |

## 이전 소속사 아티스트
| 가수 YG - 지누 - 2024년 3월 3일 계약 만료. - 젝스키스 - 2024년 3월 31일 계약 만료. - 권현빈 - 2024년 1월 3일 계약 만료, 고스트 스튜디오로 이적함. - iKON (김진환, 송윤형, BOBBY, 김동혁, 구준회, 정찬우) - 2022년 12월 30일 계약 만료, 143엔터테인먼트로 이적함. - 지드래곤 - 그룹 빅뱅의 멤버이자 리더로 2023년 12월 20일 계약 만료. 갤럭시코퍼레이션로 이적함. - 태양 - 그룹 빅뱅의 멤버로 2022년 12월 26일 계약 만료. 산하 레이블인 더블랙레이블로 이적함. - 대성 - 그룹 빅뱅의 멤버로 2022년 12월 26일 계약 만료, 알앤디컴퍼니로 이적함. 그리고 'D-LABEL'이라는 1인 기획사를 설립 - 방예담 - 그룹 트레저의 멤버로 2022년 5월 27일, 아티스트로서 프로듀싱 역량을 더 강화하고 싶다는 의견에 따라 일정 기간 음악 공부에 전념하기 위해 활동을 중단했으나 11월 8일 탈퇴한 것과 동시에 계약 종료. GF 엔터테인먼트로 이적함. - 마시호 - 그룹 트레저의 멤버로 2022년 5월 27일, 건강상 문제로 활동을 중단했으나 11월 8일 탈퇴한 것과 동시에 계약 종료. - T.O.P - 그룹 빅뱅의 전 멤버로 2022년 2월 7일 계약 만료. '탑스팟픽쳐스'라는 1인 기획사를 설립 - 박산다라 - 그룹 2NE1의 멤버로 2021년 5월 14일 계약 만료. 어비스컴퍼니로 이적함. - 이하이 - 2019년 12월 31일 계약 만료. AOMG로 이적함 - CL - 그룹 2NE1의 멤버로 'SuneV'라는 1인 기획사를 설립한 것과 동시에 커넥트 엔터테인먼트 소속. - 원 - 'Private Only'라는 1인 기획사를 설립함 - 양현석 - 2019년 6월 14일 대표직 사퇴 - B.I - 그룹 iKON의 멤버로 2019년 6월 12일 계약 해지, ‘131 LABEL’이라는 1인 기획사를 설립 - 강성훈 - 그룹 젝스키스의 멤버로 2018년 12월 31일 계약 해지, 현재 FX 엔터테인먼트 소속. - 싸이 - 2018년 5월 계약 만료, 2019년 'P NATION'이라는 1인 기획사를 설립함 - 에픽하이 (타블로, 미쓰라 진, DJ 투컷) - 2018년 10월 계약 만료, 2019년 '아워즈'라는 기획사를 설립함. - 킵식스 (심영호, 김주영, 박동호) - YG 엔터테인먼트가 배출한 최초의 음악그룹, 해체됨 - 오용주, 보국, 명일 - 그룹 원타임의 시초인 M.F. Family 멤버, 오용주는 댄스 트레이너로 활동 중 - 스위티 (안내영, 성미현, 이은주) - 해체됨, 이은주만 YG에 남아 무가당 멤버로 활동하였고 2010년 양현석과 결혼함 - XO (전승우, 강성민) - 해체됨 - 렉시 - SB&W 엔터테인먼트로 이적함, 현재 레드라인 엔터테인먼트 소속 - 지은 - 라이온미디어로 이적하여 2009년 10월 JC지은으로 이름 바꾸고 3인조 여성 그룹 레이디 컬렉션으로 재데뷔. 현재 보컬 트레이너 겸 솔로 가수 - YMGA (마스타 우, 디지털 마스터) - 해체됨, 마스타 우는 2016년 계약 만료로 독립 레이블 XYZ 엔터테인먼트를 설립했고, 현재는 비스츠앤네이티브스 소속이며, 디지털 마스터는 기획사 디비즈니스 엔터테인먼트 대표였으나, 현재는 143 엔터테인먼트 소속. - 스토니 스컹크 (스컬, 쿠시) - 해체됨, 스컬은 레이블 사자 레코드를 설립했고 현재는 QUAN 엔터테인먼트 소속, 쿠시는 YG에서 프로듀서로 활동하다 현재는 더블랙레이블에서 활동 - 무가당 (송백경, 이은주, 프라임, 김우근) - 프로젝트 그룹, 해체됨, 멤버들은 YG 잔류 - 세븐 - 2013년 3월 계약 만료, 2015년 '일레븐나인'이라는 1인 기획사를 설립함. 현재 스타잇 엔터테인먼트로 이적함. - 공민지 - 그룹 2NE1의 멤버로 2016년 4월 계약 종료로 인해 탈퇴하게 됨, 뮤직웍스로 이적함. 현재 MZ 엔터테인먼트를 설립함. - 박봄 - 그룹 2NE1의 멤버로 2016년 11월 계약 종료 됨 D-Nation 엔터테인먼트로 이적함 - 남태현 - 그룹 위너의 멤버로 2016년 11월 건강상의 이유로 탈퇴하게 됨, 2017년 '사우스바이어스클럽'이라는 1인 기획사를 설립함. 현재 노네임뮤직을 설립함. - 승리 - 그룹 빅뱅의 멤버로 클럽 버닝썬 사건과 관련하여 2019년 3월 11일 연예계 은퇴를 선언함 - 제니 - 그룹 블랙핑크의 멤버로. 현재 '오드 아틀리에'라는 1인 기획사를 설립. - 지수 - 그룹 블랙핑크의 멤버이다. 현재 '블리수'라는 1인 기획사를 설립. - 로제 - 그룹 블랙핑크의 멤버이다. 현재 산하 레이블인 더블랙레이블로 이적함. - 리사 - 그룹 블랙핑크의 멤버이다. 현재 'LLOUD'라는 1인 기획사를 설립. 엠보트 - 휘성 - 오렌지쇼크로 이적함, 그 이후 독립 레이블 리얼슬로우 컴퍼니를 설립함. 2025년 3월 10일 사망 확인. - 빅마마 (신연아, 이영현, 이지영, 박민혜) - 만월당으로 이적함, 2012년 12월 공식 해체. 신연아와 박민혜는 빅마마 소울을 결성했고 이지영과 이영현은 솔로로 활동. 그 후, 2021년 재결성하고 싱글 앨범을 발매하였다. 현재는 카카오 엔터테인먼트 소속. - 비바소울 (주드, 딜로, 사무엘) - 더블유에스엔터테인먼트로 이적함 - 원티드 (서재호, 김재석, 하동균, 전상환) - 더블유에스엔터테인먼트로 이적함 - 거미 - 2013년 계약 만료, 씨제스 엔터테인먼트로 이적함. 현재는 아메바컬쳐 소속. 은건 엔터테인먼트 - 소울스타 (이창근, 이승우, 이규훈) - 싸이더스HQ로 이적함, 현재 소울스타컴퍼니를 설립한 것과 동시에 띵크어바웃 엔터테인먼트 소속 야마존 뮤직 - 바운스 (강진우, 김우근) - 해체됨, 강진우는 디베이스 출신 송지훈과 덤앤더머라는 프로듀싱 팀을 결성해 작곡가로 활동하고 김우근은 YG에 남아 무가당 멤버로 활동하다 현재는 독립 부다사운드 - 45RPM (Smash a.k.a 이현배, J-Kwondo a.k.a 박재진, G.R.) - 현재 부다 사운드 소속 - 레드락 - 현재 마피아 레코드 소속 하이그라운드 - 오프온오프 - Colde는 WAVY를 설립하였고, EOH는 PAIX PER MIL로 이적함 - 펀치넬로 - AOMG로 이적함 - 혁오 - 두루두루amc로 이적함 - 검정치마 - Bespok로 이적함 | 연기자 - 김승윤 - 손호준 - 2021년 6월 30일 계약만료 후 사람을보여주는엔터테인먼트와 계약 - 임예진 - 강동원 - 박한별 - YG가 배출한 최초의 연기자, 현재 원스타 엔터테인먼트 소속 - 임아람 - 정성일 - 현재 던오브뉴에라 소속 - 허이재 - 현재 비오비스타컴퍼니 소속 - 강혜정 - 씨제스 엔터테인먼트로 이적함 - 양경모 - 코레스타미디어로 이적함 - 양현모 - 코레스타미디어로 이적함 - 구혜선 - 파트너즈파크로 이적함 - 이종석 - A-MAN 프로젝트로 독립 - 고준희 - 수현 - 김새론 - 남주혁 - 매니지먼트 숲로 이적함 - 최지우 - 이주명 - 에일리언컴퍼니로 이적함 - 김희애 - 김현진 - 손나은 - 박유나 - 진경 - 유승호 - 한승연 - 차승원 - 정혜영 - 서정연 - 김희정 - 배정남 - 강승현 - 유인나 - 경수진 - 이성경 - 갈소원 - 이현욱 - 장기용 - 황소희 - 이하은 - 야마토 코타 - 칸슈지 타모츠 - 김강재 프로듀서 - 용감한 형제 (강흑철, 강동철) - 현재 브레이브 엔터테인먼트의 대표 - 밀릭 - PAIX PER MIL을 설립함 - 코드쿤스트 - AOMG로 이적함 - 이디오테잎 - 두루두루amc로 이적함 - Way Ched - 엠비션뮤직으로 이적함 방송인 - 오상진 - 유병재 - 2019년 6월 초 계약만료 희극인 - 안영미 - 2020년 7월 1일 미디어랩 시소 전속 계약 과거 연습생 - 하윤빈 - 트레저 전 멤버로 데뷔전 계약해지 - 문수아 - 언프리티 랩스타2 준우승, YG와 결별 후 미스틱스토리에서 Billlie의 멤버로 데뷔했다. 오빠는 아스트로의 멤버 문빈이다. - H-유진 - 그룹 원타임 멤버 후보 출신으로 2006년 솔로가수로 데뷔함 - 이.디 - 현재 작곡팀 이트라이브에서 프로듀서로 활동함, 현 서울종합예술학교 전임교수 - 유나킴 - 연습생 생활중 YG와 결별 후 뉴욕으로 갔다가 뮤직K엔터테인먼트의 설득으로 한국행을 결심했다. 이후 뮤직K엔터테인먼트에서 디아크로 데뷔하였고 디아크에서 전민주와 탈퇴 후 언프리티 랩스타3에 출연하였다. 그 후 마루기획과 계약해 현재 재데뷔를 위한 곡작업을 진행 중이다. - 고미선 - 그룹 스위티의 데뷔 전 멤버였으나 자이브 레코드 소속의 여성그룹 보이스코로 영입되어 비야란 예명으로 데뷔함 - 남규리 -엠넷 미디어에서 여성그룹 씨야 멤버로 데뷔함, 현재 연기자로 활동 - 메이다니 - 내가네트워크로 옮겨 솔로가수로 데뷔함 - 장현승 - 빅뱅 멤버 선발과정에서 탈락함, 이후 큐브 엔터테인먼트에서 남성그룹 비스트의 멤버로 데뷔함 - 이하늬 - 2006년 미스코리아 진으로 현재는 연기자로 활동 - 김희정 - 현재 방송댄스팀 크레이지 댄서 겸 안무가 - 윤전일 - 현재 국립발레단 발레 무용가로 활동 - 김보형 - 2NE1 후보 멤버였으나 색깔이 맞지 않아 무산됨, 이후 B2M 엔터테인먼트에서 걸그룹 스피카 멤버로 데뷔함 - 린지 - 2NE1 후보 멤버 출신, 로엔 엔터테인먼트에서 걸그룹 피에스타 멤버로 데뷔함 - 40 - YG에서 음악을 만들며 데뷔 준비하다 2011년 인플래닛에서 솔로가수로 데뷔함 - 고경표 - YG 연기자 연습생 출신, 현재 필름있수다 소속 연기자 - 유진 - 블랙핑크 후보 연습생이었으나 중도하차하고 디비지니스 엔터테인먼트에서 걸그룹 디유닛 멤버로 데뷔함 - 이미쉘, 이정미, 이승주 - SBS K팝 스타 수펄스 멤버, 이미쉘은 디마 엔터테인먼트에서 솔로가수로 데뷔함 - 유나킴 - Mnet 슈퍼스타K 3 출신으로 블랙핑크 후보 연습생이었으나 개인적 사정으로 중도하차함, 이후 뮤직K 엔터테인먼트에서 걸그룹 디아크 멤버로 데뷔함 - 김은비 - Mnet 슈퍼스타K 2 출신으로 사실상의 블랙핑크 확정 멤버였으나 오랫동안 앓아온 허리디스크로 인해 끝내 자진탈퇴함 - 양홍석 - 아이콘 후보 멤버로 Mnet 믹스앤매치 최종 탈락 후 연습생활을 이어오다 개인사정으로 퇴사함, 이후 큐브 엔터테인먼트에서 남성그룹 펜타곤 멤버로 데뷔함 - 한별 - SBS K팝 스타 6,엠넷 캡틴 출신 - 데니스 김 - 바인 엔터테인먼트로 이적 후, 걸그룹 시크릿넘버 멤버로 데뷔 - 김종섭 - SBS K팝 스타 6, FNC 엔터테인먼트로 이적 후, 보이그룹 P1Harmony의 멤버로 데뷔 - 정진형 - 아이콘 후보 멤버로 Mnet 믹스앤매치 최종 탈락 후 연습생활을 이어오다 개인사정으로 퇴사함 - 박하나 - YG 연기자 연습생 출신, 현재 한양E&M 소속 - 오진석 - Mnet '댄싱9'과 '소년24'에 출연 |

## 제작자
| 이름            | 비고             |
| --------------- | ---------------- |
| Perry           | 솔로 가수        |
| Teddy           | 원타임 멤버      |
| 최필강 a.k.a PK | 퓨처 바운스 멤버 |
| DEE.P           | 퓨처 바운스 멤버 |
| BIGTONE         | -                |
| 강규용 a.k.a Q  | -                |
| Rovin           | -                |
| 정용준          | -                |
| 강욱진          | -                |
| Choice37        | -                |
| Lydia Paek      | -                |
| AiRPLAY         | -                |
| 조성확          | -                |
| 민연재          | 작사가           |

## 댄스팀
| 이름   | 비고                             |
| ------ | -------------------------------- |
| HiTech | YG 엔터테인먼트 전속 댄스팀      |
| Crazy  | YG 엔터테인먼트 전속 여성 댄스팀 |

## 연도별 배출 아티스트
| 데뷔연도 | 아티스트    | 형태   | 구성원                                                                 | 상징색                          | 팬클럽          | 리더         |
| -------- | ----------- | ------ | ---------------------------------------------------------------------- | ------------------------------- | --------------- | ------------ |
| 1996     | 킵식스      | 3인조  | 박동호, 심영호, 이새영                                                 | 없음                            | 없음            | 이새영       |
| 1997     | 지누션      | 듀오   | 지누, 션                                                               | 빨강                            | J.S.Family      | 지누         |
| 1998     | 양현석      | 솔로   | 없음                                                                   | 없음                            | 없음            | 없음         |
| 1998     | 원타임      | 4인조  | 테디, 오진환, 송백경, 대니                                             | 검정                            | Hip Hop Village | 테디         |
| 2001     | 페리        | 솔로   | 없음                                                                   | 없음                            | 없음            | 없음         |
| 2002     | 스위티      | 3인조  | 안내영, 이은주, 성미현                                                 | 펄 자주색                       | 없음            | 안내영       |
| 2002     | 휘성        | 솔로   | 없음                                                                   | 없음                            | Wheeth Me       | 없음         |
| 2003     | 거미        | 솔로   | 없음                                                                   | 검정, 하양                      | 지연민트        | 없음         |
| 2003     | 빅마마      | 4인조  | 신연아, 이지영, 이영현, 박민혜                                         | 검정                            | 빅마마 둥지     | 신연아       |
| 2003     | 세븐        | 솔로   | 없음                                                                   | 라임 그린                       | Lucky 7         | 없음         |
| 2003     | 렉시        | 솔로   | 없음                                                                   | For The Lexy                    | 없음            | 없음         |
| 2004     | XO          | 듀오   | 전승우, 강성민                                                         | 없음                            | 없음            | 없음         |
| 2004     | 바운스      | 듀오   | 강진우, 김우근                                                         | 없음                            | 없음            | 없음         |
| 2004     | 원티드      | 4인조  | 김재석, 전상환, 하동균, 서재호                                         | A11 I Wanted                    | 없음            | 김재석       |
| 2005     | 비바소울    | 3인조  | Jood, D'low, Samuel                                                    | 없음                            | 없음            | Jood         |
| 2005     | 45RPM       | 3인조  | 이현배, J-Kwondo, G.R.                                                 | 없음                            | 없음            | Smash        |
| 2005     | 소울스타    | 3인조  | 이창근, 이승우, 이규훈                                                 | 없음                            | 없음            | 이창근       |
| 2006     | 무가당      | 4인조  | 송백경, 이은주, 프라임, 김우근                                         | 없음                            | 없음            | 송백경       |
| 2006     | 빅뱅        | 3인조  | 지드래곤, 태양, 대성                                                   | 유니버스 블루                   | V.I.P           | 지드래곤     |
| 2007     | 레드락      | 솔로   | 없음                                                                   | 없음                            | 없음            | 없음         |
| 2007     | 지은        | 솔로   | 없음                                                                   | 없음                            | 페가수소        | 없음         |
| 2008     | YMGA        | 듀오   | 마스타 우, 디지털 마스터                                               | 없음                            | 없음            | 마스타 우    |
| 2009     | 2NE1        | 4인조  | CL, 산다라 박, 박봄, 공민지                                            | 핫핑크                          | Blackjack       | CL           |
| 2012     | 이하이      | 솔로   | 없음                                                                   | 보라                            | Hice Cream      | 없음         |
| 2014     | AKMU        | 듀오   | 이찬혁, 이수현                                                         | 초록                            | 매력학과        | 없음         |
| 2014     | WINNER      | 4인조  | 송민호, 김진우, 강승윤, 이승훈                                         | 네뷸라 블루                     | Inner Circle    | 강승윤       |
| 2015     | iKON        | 6인조  | 김진환, 송윤형, BOBBY, 김동혁, 구준회, 정찬우                          | 오렌지 레드                     | iKONIC          | 없음         |
| 2016     | 블랙핑크    | 4인조  | 제니, 리사, 지수, 로제                                                 | 카네이션 핑크, 검정, 위스티리어 | BLINK           | 없음         |
| 2020     | 트레저      | 10인조 | 윤재혁, 하루토, 소정환, 준규, 박정우, 최현석, 도영, 요시, 지훈, 아사히 | 헤브록 블루                     | Treasure Makers | 준규, 아사히 |
| 2024     | BABYMONSTER | 7인조  | 라미, 루카, 아사, 아현, 로라, 치키타, 파리타                           | 미정                            | MONSTIEZ        | 없음         |

#### 합류 아티스트
| 합류연도 | 아티스트      | 형태  | 구성원                         | 데뷔연도 | 풍선색 | 팬클럽     | 리더   |
| -------- | ------------- | ----- | ------------------------------ | -------- | ------ | ---------- | ------ |
| 2005     | 스토니 스컹크 | 듀오  | 스컬, 쿠시                     | 2003     | 없음   | 없음       | 스컬   |
| 2010     | 싸이          | 솔로  | 없음                           | 2001     | 검정   | Psycho     | 없음   |
| 2011     | 에픽하이      | 3인조 | 타블로, 투컷, 미쓰라 진        | 2003     | 검정   | High Skool | 타블로 |
| 2015     | 원            | 솔로  | 없음                           | 2015     | 없음   | KO         | 없음   |
| 2016     | 젝스키스      | 4인조 | 은지원, 장수원, 김재덕, 이재진 | 1997     | 노랑   | YELLOWKIES | 은지원 |

#### 데뷔 연기자
| 데뷔연도 | 연기자 |
| -------- | ------ |
| 2002     | 박한별 |
| 2002     | 구혜선 |
| 2009     | 유인나 |
| 2010     | 양경모 |
| 2012     | 양현모 |

#### 합류 연기자
| 합류연도 | 연기자 | 데뷔연도 |
| -------- | ------ | -------- |
| 2004     | 정혜영 | 1993     |
| 2004     | 임아람 | 1999     |
| 2004     | 정성일 | 2001     |
| 2008     | 강혜정 | 1997     |
| 2008     | 허이재 | 2000     |
| 2014     | 차승원 | 1988     |
| 2014     | 장현성 | 1997     |
| 2014     | 임예진 | 1976     |
| 2014     | 갈소원 | 2012     |
| 2014     | 최지우 | 1994     |
| 2014     | 이성경 | 2008     |
| 2014     | 이용우 | 2009     |
| 2015     | 남주혁 | 2013     |
| 2015     | 유병재 | 2011     |
| 2015     | 안영미 | 2004     |
| 2016     | 강동원 | 2003     |
| 2016     | 김희애 | 1983     |
| 2016     | 이종석 | 2010     |
| 2016     | 손호준 | 2005     |
| 2016     | 김새론 | 2009     |
| 2017     | 고준희 | 2001     |
| 2017     | 오상진 | 2006     |

## 공연
- 2003년 YG Family One 콘서트
- 2004년 YG Family & M-Boat Color of the Soul Train
- 2004년 YG Family One 콘서트
- 2005년 YG Family Thank U 콘서트
- 2005년 YG Family One 콘서트
- 2006년 YG Family 10주년 세계투어 (한국, 일본, 미국)
- 2007년 YG Family One 콘서트
- 2010년 YG Family 콘서트
- 2011년 YG Family 15주년 콘서트 (한국, 일본)
- 2014년 YG Family 월드투어: POWER (한국, 일본, 중국, 싱가포르, 대만)
- 2014년 YG Family AIA Real Life: NOW Festival 2014

## 수상 목록
- 2012년 한국벤처투자 선정 '더 스타트업 코리아 2012' - 올해의 최우수 기업
- 2012년 2012 제8회 다리어워드 시상식 - 올해의 한국 비즈니스 (YG USA)
- 2013년 2013 대한민국 퍼스트브랜드 대상 - 특별상

## YG SERVICE
YG는 연예 활동 외에 팬들을 위하여 다양한 보조 사업을 벌이고 있으며, 홈페이지에서 이를 YG SERVICE라고 묶어 제공하고 있다.
- YG e-Shop - 초기엔 콘서트 현장에서만 판매되었던 물품을 팔았으며, 현재는 YG 아티스트 관련 앨범, 캐릭터 MD상품 등을 판매.
- YG With - 앨범, 상품, 공연 수익의 일부를 사회에 환원하는 캠페인.
- YG Music - YG에서 출시되는 음악과 음악의 반주(instrumental, MR, AR), 아카펠라(accapella) 등의 음원을 WAV 고음질 포맷으로 판매.
- YG Bangs - 2008년 캐릭터 MD로 먼저 선보여진 후 2009년 공식 블로그화. 빅뱅 캐릭터 사업.
- YG Bounce - YG 안팎의 힙합 소식을 전하는 웹진. 2008년 한 해 동안만 운영됐음.
- YG Audition - 연습생 선발을 위해 UCC로 오디션을 접수하는 사이트. 이외 각종 공개 오디션 정보가 올라옴.
- YG Friends - YG 아티스트에 대한 다양한 의견 수렴으로 팬들의 목소리를 대표하고 각종 컨텐츠 창작으로 아티스트 활동 홍보와 아이디어 제안.
- YG GOM TV - YG 아티스트와 관련한 다양한 영상물을 제공.
- YG ON AIR - YG가 업계 최초로 시작한 인터넷 플랫폼 기반의 자체 제작 콘텐츠 방송.

## 자회사 현황

### YG 재팬
- 프로젝트리(Projectree)

### YG 아시아
- YG 베이징

### YG USA
- 베이프키즈(BAPE KIDS) - 의류 사업

YG는 2014년 8월 홍콩 최대 패션그룹인 IT그룹의 국내계열사인 베이프홀딩스와 베이프키즈인터네셔널을 설립하면서 베이프키즈의 한국 독점유통 판매권과 중국 오프라인 유통 판매권, 해외 온라인 유통 판매권을 확보했다.

### YG PLUS
- 코드코스메(CODECOSME) - 화장품 사업
- 지애드커뮤니케이션즈 - 광고대행사 및 골프 매니지먼트 사업
- YG넥스트 - MD상품 및 유통판매 사업
- YG케이플러스 - 모델 매니지먼트 및 모델 양성 아카데미 사업
- YG푸드 - 외식업 사업

## 파트너쉽

### 엠보트
엠보트(M-Boat)는 YG와 2002년 계약을 맺은 R&B 기획사이다. 처음 휘성 1집을 제작할 당시 YG와 함께 손을 잡고 공동으로 제작한 것으로부터 시작, 이후 각자 일을 분업화하여 음반기획은 엠보트가, 금전적인 투자와 홍보는 YG가 맡는 형식으로 작업을 하였다. 이를 통해 엠보트의 소속 아티스트 휘성, 거미, 빅마마, 원티드가 이런 식으로 데뷔를 하게 되었다. 이후 시간이 흐르면서 가수들이 직접 앨범 기획에 참여하는 일이 많아졌고, 엠보트가 독자적으로 YG와 유사한 사업을 펼치면서 내부적으로 문제점이 발생하였다. 그리고 2007년 2월 거미는 YG와 재계약을 하였으나 휘성과 빅마마는 YG와의 재계약을 하지 않음에 따라 YG와 엠보트의 공동 프로젝트가 모두 끝났고, 이로써 두 레이블 사이의 사업적 관계는 종결되었다.

### 엠넷미디어
CJ의 음악전문 계열회사인 엠넷미디어는 2008년 4월 30일 YG 엔터테인먼트와 상호 간의 사업 파트너쉽 확대를 위한 상호 지분 보유에 전격 합의했다. 두 회사의 합의 내용에 따르면 엠넷미디어가 YG엔터테인먼트의 지분 10%를 인수하고, YG엔터테인먼트와 양현석 대표가 엠넷미디어 지분의 일부를 취득해 상호 간 파트너쉽을 구축한다는 것이다. 또한 엠넷미디어는 거미, 빅뱅, 세븐 등 YG엔터테인먼트 소속 가수들의 음반과 음원을 3년간 국내외에서 독점 유통하게 되었다. 국내 음반·음원 유통 시장에서 막강한 영향력을 갖고 있는 엠넷미디어는 YG엔터테인먼트의 콘텐츠를 십분 활용해 다양한 글로벌 비즈니스에 나설 예정인 것으로 알려졌다. 이 파트너쉽 구축에 대해 엠넷미디어 박광원 대표는 "엠넷미디어는 아시아 넘버원 토털 뮤직 엔터테인먼트 컴퍼니로 자리잡기 위해 사업 영역 확장과 다양한 제휴를 추진하고 있다"며 "이번 협력을 통해 훌륭한 음악 킬러 콘텐츠 확보를 통한 방송, 공연, 해외 신사업 추진 등의 사업권도 협업할 수 있게 돼 범 아시아권의 메이저 음악사업체로 자리매김하는 데 큰 성장 동력을 확보하게 될 것으로 보인다"라고 기대를 밝혔다.
하지만 현재는 사이가 좋지 못한 편이며, YG 소속 가수들은 엠넷에 출연하지 않고 있다.

### 제일모직
YG 엔터테인먼트는 2012년 6월 국내 최대 패션기업 제일모직과 손을 잡고 패션 브랜드를 제작하겠다는 뉴스를 알려 사람들을 놀라게 했다. 이는 최초의 의류회사와 연예기획사의 협업으로, 내년 봄쯤 17~23세 젊은 층을 주요 고객으로 삼은 패션 브랜드를 론칭할 계획에 있다. 제일모직 관계자는 "두 회사의 역량을 집중시켜 패션과 음악 등 역동적인 한국 문화를 담긴 상품으로 세계 패션 시장을 두드릴 것"이라고 말했다. 이후 두 회사는 패션기획사 '내츄럴나인'을 설립하였고, 합작법인의 대표는 양민석 YG 공동대표가 선임되었다. 제일모직 관계자는 현재는 구체적 컨셉트가 결정되지 않은 초기단계이며 10여명 안팎의 인원이 매일 기획 회의를 하는 등 초기 세팅을 하고 있다고 밝혔다.

### YGEX
YG 엔터테인먼트는 빅뱅의 일본 진출 초기 계약했던 유니버설 뮤직 재팬과의 계약이 끝나갈 무렵 일본의 최대 음반기획사 AVEX와 합작 레이블인 YGEX를 설립하였다. YGEX는 YG와 AVEX의 마지막 두 글자를 합한 것으로 AVEX 산하 레이블로 되어있으며 YG 엔터테인먼트 소속 가수가 자동적으로 이 레이블에 동시에 소속되는 것으로 되어있다. AVEX가 이렇게 레이블까지 만들어 주면서 YG에게 대접을 했던 배경에는 JYJ사태가 큰 이유로 작용하여, 대항마가 필요했다는 분석이 지배적이다.

### 루이비통
YG 엔터테인먼트는 2014년 9월 세계적인 명품 브랜드 루이비통모에에네시(LVMH) 그룹 계열 사모펀드 엘 캐피털 아시아가 지분 100%를 보유한 특수목적회사인 Great World Music Investment Pte. Ltd.로부터 8,000만달러(약 827억원)의 투자를 유치했다. 양민석 YG 대표이사는 양사의 교류, 협력의 의의에 대해 "지난 18년 동안 YG는 빅뱅, 2NE1, 싸이를 포함해 최근 데뷔한 위너와 아이콘에 이르기까지 대중에게 사랑받는 아티스트들을 배출해왔고 그들은 각자 세계적인 브랜드로 입지를 굳히고 있다. 또 화장품과 패션 등 새로운 사업도 준비해왔다"면서 "거기에 엘 캐피털과의 파트너십은 새로운 트렌드를 창조하려는 YG의 성장에 큰 시발점이 될 것으로 본다"라고 밝혔다. 엘 캐피털 아시아 대표 라비 타크란 역시 "YG는 한국음악과 문화가 아시아와 세계에서 높은 인기를 누리는 데 선구자 역할을 해왔고 현재 젊은 세대의 이해, 교류를 통해 패션과 뷰티라는 새로운 사업을 저울질하고 있다"면서 "엘 캐피털 아시아는 엔터테인먼트 산업의 잠재력을 극대화해 새로운 이익창출의 출구로 만들고, 새로운 비지니스를 주도해 새 가치를 창출하는 데 양사의 협력이 큰 상호 보완적 관계가 되리라 믿는다"라고 말했다. 양현석 YG 대표 프로듀서는 "패션과 음악은 함께 가는 거라 생각한다. K팝은 이제 전세계적으로 높은 인기를 누리고 있지만 한국을 대표하는 패션 브랜드가 없는 것에 대해서 항상 안타깝게 생각했다. 그런 의미에서 제가 이제 음악과 패션을 통해 한국을 널리 알리고 싶은 마음"이라며 양사의 협력에 관한 소감을 밝혔다.

## 사건 사고 및 논란

### SBS 와의 갈등
2004년 말 YG 엔터테인먼트의 가수들은 한동안 SBS에 출연하지 못한 적이 있다. 양현석은 2004년 12월 홈페이지를 통해 "휘성의 3집 발표 때 다른 방송사에 먼저 출연했다는 이유로 'SBS 인기가요'측이 소속 가수들의 출연을 몇 주간 거부했다"라고 밝혔다. 이어 "수개월에 걸쳐 SBS의 '버라이어티 프로그램에 협조하지 않는 가수들은 가요 프로그램에 섭외하지 않겠다'라는 방송사의 입장을 따르지 않은 상황에서 일어난 일이며, 단순히 휘성의 출연으로 인한 일 때문만은 아닌 것으로 해석하고 있다"며 "마치 학교에서 잘못하지도 않고 정학을 받은 억울한 학생의 기분으로서 더 이상 이런 학교에는 나가고 싶지 않다는 생각을 하게 됐다"라고 덧붙인 바 있다. 이후 SBS는 이는 오해라면서 화해를 구하였고, 2005년 1월 휘성이 SBS 무대에 다시 오르면서 갈등이 해결되었다.

### 본 더치 논란
2004년 6월 양현석은 압구정동과 홍대에 Von Dutch 매장을 오픈하여 운영을 시작하였다. 그런데 그해 12월, Von Dutch 브랜드의 소유권을 놓고 법적인 시비가 붙었다. 이는 그 동안 Von Dutch의 소유권을 놓고 미국의 본사 내에서 법정 분쟁이 벌어진 것으로부터 시작한 문제로, 이들이 여러 다른 사람들에게 라이센스권을 부여한 문제점으로부터 야기되었다. 이 소송을 계기로 양현석의 Von Dutch 매장은 폐쇄되었으며, 양현석은 홈페이지를 통해 "연예인이라는 이유로 당해야 했던 일방적인 언론 보도와 이를 이용하려는 상대방 측의 태도는 저로 하여금 브랜드에 대한 신뢰와 애정을 잃어버리게 만들었다"라고 밝혔다. Von Dutch 소유권 소송은 미국에서 현재 끝이 난 상태이다.

### KBS와의 갈등
KBS와의 갈등이 처음 표면화된 것은 2NE1의 첫 번째 정규 앨범 《To Anyone》 활동 때로, 당시 세 곡을 타이틀곡으로 선정하여 활동했던 2NE1의 컴백 무대를 위해 YG는 세 곡 모두를 무대에 올릴 수 있게 해줄 것을 요청하였으나 이는 SBS에서만 받아들여졌다. 결국 나머지 방송국 프로그램에서는 두 곡(Can't Nobody, Go Away)만을 공연하였다.
이후 2010 KBS 가요대축제 당시 YG는 "시청자가 뽑은 인기가수상" 부문에 대해 '왜 가요축제에서 과거처럼 시상을 하는가'라는 의문을 제기하며, 2NE1, 빅뱅, 세븐 등 자사 가수들을 참여시키지 않았다. 이는 뮤직뱅크에 YG 소속 가수들이 출연하지 않는 첫 계기가 되었다. 이에 대해 KBS 측은 당시 "시상식 부활과는 전혀 상관없는 부분이고 가요대축제는 말 그대로 축제 성격이 강한 행사인데, YG가 왜 그런 결정을 했는지 이해하기 힘들다"란 입장을 보였다.
2011년 Tonight으로 컴백한 빅뱅의 활동 과정에서, KBS와 YG의 갈등이 또 한 번 드러났다. 이로 인해 빅뱅은 KBS의 음악 프로그램 뮤직뱅크에서 1위까지 기록을 하였으나 끝내 무대에 불참하였다. 갈등의 원인은, 뮤직뱅크에 출연하기 전 빅뱅이 SBS에서 "The Bigbang Show"라는 타이틀로 1시간 컴백 특집 프로그램을 하였던 것에 대해 KBS가 불만을 품었고, YG는 YG대로 뮤직뱅크 컴백 무대에서 두 곡 (또는 10분)을 공연하고 싶은데 이를 허가하지 않자 빅뱅을 뮤직뱅크에 참여시키지 않은 데 있었다. KBS에게 특별대우를 요청하였다는 YG 측은 이에 대해 "우리 쪽 매니저가 '뮤직뱅크' 팀을 먼저 찾아가 빅뱅의 출연에 대해 논의했다"라며 "이는 그 간 서로 오해가 있었던 것을 풀고, 빅뱅을 '뮤직뱅크'를 통해 처음으로 컴백시키려 했던 것"이라 하였다. 이어 "우리는 가요계의 보통 관례처럼, 컴백때 2곡 정도 하길 바랐다"라고 하면서 "이를 두고 '뮤직뱅크' 측이나 가요계 일부에서 특별대우라 하는 것 같은데, 그럼 지금까지 컴백 무대때 2곡 이상 했던 가수들은 모두 특별한 요청을 한 것이란 말인가"라고 반문했다. 양현석은 "우리는 상식적인 선에서 그런 요청을 했던 것인데, '뮤직뱅크' 측에서는 1위 후보라며 단 1곡만 해 줄 수 있다고 말했다"라면서 "2년 3개월 만의 컴백인데다, 컴백 후 첫 가요 프로그램 출연에서 시청자들과 팬들에 많은 것을 보여주고 싶은 마음이 있었는데, 1곡만은 선보일 수 없다고 판단해 '뮤직뱅크'에는 출연하지 않게 된 것"이라 전했다. 그리고 "이 과정을 안다면, 우리가 '뮤직뱅크'의 출연 요청을 거절했다는 말은 과장된 것이란 것을 알 수 있을 것"이라면서도 "우리는 지금도 '뮤직뱅크' 측과 허심탄회한 대화를 나누고 싶은 마음이 있다"라고 덧붙였다.
그러나 2011년 4월 박봄이 Don't Cry로 컴백했을 당시, 4월 27일 공식 블로그에 “금요일 6시 5분 박봄 돈트 크라이(Don't cry) 첫 라이브 공개. 혹시 XX뱅크 출연을 예상하시나요? 가능성 0%”라는 글이 담긴 게시물을 올렸다. 이에 뮤직뱅크 김호상 PD는 한 매체를 통해 "뭐라고 응대할 가치를 못 느낀다"며 "기사와 블로그를 통해 해당 문구를 봤지만 딱히 할 말이 없다"라고 입장을 표명했다.
2012년 10월 지드래곤이 유희열의 스케치북에 출연하여 KBS와 화해의 조짐이 보였으며 이듬해 2013년 8월 2NE1과 강승윤이 동시에 뮤직뱅크에 출연하면서 약 4년 만에 KBS와의 갈등이 완전히 해소되는 듯했다. 하지만 여전히 KBS 출연 빈도는 낮은 편이다.

### G-DRAGON(지드래곤) 표절 시비
지드래곤이 첫 솔로 앨범 Heartbreaker를 발표하자, 이 앨범의 타이틀곡인 Heartbreaker를 비롯하여 Butterfly, 소년이여 등이 플로 라이다, 오아시스, 캐서린 맥피의 곡을 표절했다는 의견이 일었다. 이에 대해 지드래곤과 YG 측은 공식적으로 부인하였으나 의혹은 쉽사리 그치지 않았고, 급기야 국내 저작권 보유사인 소니 ATV 한국지사가 이에 개입하여 표절이 의심된다면서 YG에 경고장을 발송하였다. 이에 대해 반응을 아끼던 양현석 사장도 강한 불쾌감을 나타내는 글을 홈페이지에 올려 대응하였다. 당시 소니 ATV 한국지사는 미국에 있는 소니 ATV 본사로 표절이 의심되는 곡들을 보내 원 작곡자에게 검증받겠다고 하였으나, 2010년 10월 현재까지 소니 ATV의 답은 없는 상태이다. 한편 이 표절 논란은 시사매거진 2580에서 집중 보도되면서 더욱 알려졌다.
지드래곤을 필두로, 덩달아 YG의 다른 작곡가 테디, 쿠시의 창작성에 관해서도 문제가 제기되었다. 실제로 소니 ATV 한국지사가 본사로 발송한 노래 네 곡 중에는 2NE1의 I Don't Care, 빅뱅의 With U 등 테디와 쿠시가 작곡한 곡도 포함되어 있었다.
2010년 3월, 원작자인 플로 라이다(Flo Rida)가 직접 Heartbreaker 리믹스 버전에 피쳐링을 한 데 이어, 10월에는 '표절을 하지 않았다'라고 직접 발언한 인터뷰 영상을 공개하며 지드래곤에 대한 비난과 표절 논란을 잠재웠다.

## 같이 보기
- 더블랙레이블
- SM 엔터테인먼트
- JYP 엔터테인먼트
- 하이브